# Carphina lignicolor
Carphina lignicolor là một loài bọ cánh cứng trong họ Cerambycidae.